# 邓春膏
邓春膏（1900年—1976年），字泽民，甘肃省循化县（今属青海省）人。中国教育家，曾任兰州大学校长。

## 生平
1917年，邓春膏考入北京大学，并在1919年参加了五四运动。1921年7月，邓春膏从北京大学毕业。由于深感家乡甘肃受经济落后的制约而无力兴办高等教育，而长此以往必然导致它更加贫穷落后，于是，抱着教育救国的愿望，邓春膏于次年考取了留美官费生，前往斯坦福大学攻读硕士学位。之后，他又考入芝加哥大学，攻读教育哲学博士学位。1929年2月，邓春膏应甘肃省政府之请担任兰州中山大学教授兼教务长，7月又改任校长。1930年兰州中山大学改名为甘肃大学，1931年又改为省立甘肃学院，邓春膏一直担任校长、院长至1936年5月。这8年也是兰州大学从草创走向发展的8年。1936年，由于中华民国教育部对甘肃学院系科设置的不合理撤并，邓春膏愤而辞职。